# Вси Светии (Лешани, 1452)
„Вси Светии“ (на македонска литературна норма: „Си Свети“) е православна църква, разположена в Лешанския манастир, край село Лешани, на около 25 километра от Охрид, Северна Македония.
Църквата е издигната и изписана в 1452 година със средствата на Никола Божикев от Охрид при архиепископ Николай Охридски. В 1845 година руският славист Виктор Григорович преспива в манастира и пише в „Очерк путешествия по Европейской Турции“:
| „ | В манастира имаие само един монах с прислужник... Манастирът „Вси Светии“ е доста беден. В църквата прочетох следния надпис на стената: „жиздесе и пописасе св. бжественныи храмъ великихъ мученикъ всихъ святыхъ съ трудомъ (sic) и попеченіемъ раба Божія Ни... Божикева изъ града Охрида въ дни архіепископа Никодима въ лѣто 6960 (1452)“. | “ |

Този надпис е съхранен от Григорович, но впоследствие е унищожен.
Археологическите проучвания с откритите в гробниците около храма монети и други артефакти показват, че църквата е построена върху по-стар сакрален обект, вероятно в XIII век, а може и по-рано.
Църквата представлява малка еднокорабна сграда, зидана с ломен камък и бигор.
Във вътрешността е запазена цялата живопис, дело на непознат талантлив зограф, която се отличава с редкия си колорит. Отличават се изображенията на Светата Троица в свода, Приготвеният престол, около който летят серафими, Старецът на дните, обкръжен със серафими, ангели и тетраморфи, а над олтарното пространство – Исус Христос от Възнесението. Някои фрагменти показват, че църквата е била живописана и от външната страна. Външните стенописи са унищожени в 1903 година, когато храмъте изгаря при потушаването на Илинденско-Преображенското въстание. Тогава и вътрешните стенописи губят колорита си.
Южно от храма в 1926 година е изградена нова църква „Вси Светии“.